# Xantharia floreni
Xantharia floreni is een spinnensoort in de taxonomische indeling van de spoorspinnen (Miturgidae).
Het dier behoort tot het geslacht Xantharia. De wetenschappelijke naam van de soort werd voor het eerst geldig gepubliceerd in 2001 door Christa L. Deeleman-Reinhold.